# Smoljanci
Smoljanci is een plaats in de gemeente Svetvinčenat in de Kroatische provincie Istrië. De plaats telt 188 inwoners (2001).